# Katiannellina patagonica
 (août 2019).
Genre
Espèce
Katiannellina patagonica, unique représentant du genre Katiannellina, est une espèce de collemboles de la famille des Katiannidae.

## Distribution
Cette espèce est endémique d'Argentine.

## Étymologie
Son nom d'espèce lui a été donné en référence au lieu de sa découverte, la Patagonie.

## Publication originale
- Delamare Deboutteville & Massoud, 1963 : Collemboles Symphypléones. Biologie de l'Amérique Australe, Volume II, Études sur la faune du sol, Éditions du centre National de la Recherche scientifique, p. 169-289.